# Marktbrunnen (Waiblingen)

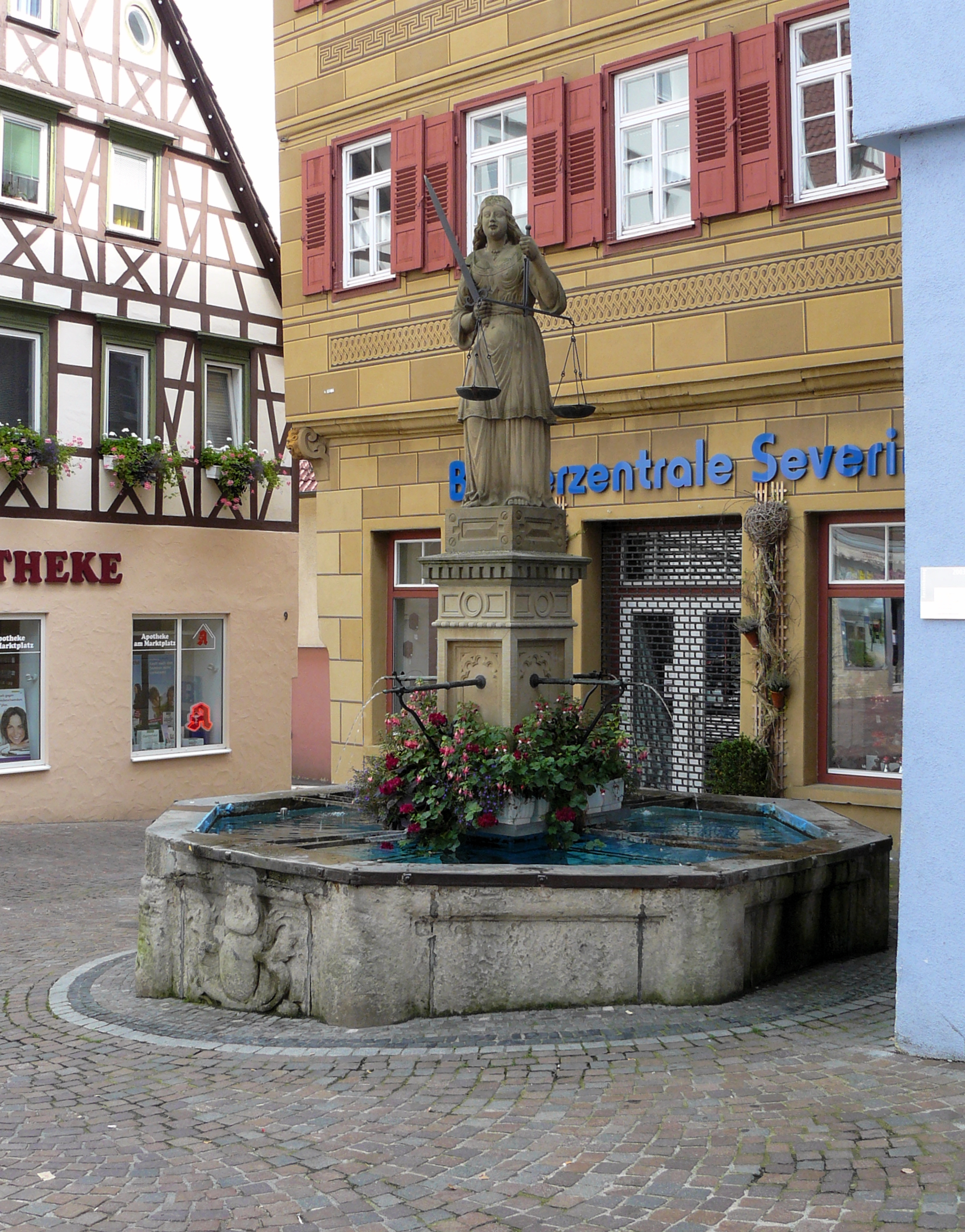
Der Marktbrunnen in Waiblingen

Der Marktbrunnen, auch Justitiabrunnen genannt, ist ein Baudenkmal der Stadt Waiblingen im Rems-Murr-Kreis.

## Lage
Der Brunnen befindet sich am östlichen Rand des Marktplatzes, neben dem alten Rathaus und vor dem Fruchtkasten. Dass Justitia als Figur verwendet wurde, erklärt sich mit der Nähe zum einstigen Gerichtssaal der Stadt im alten Rathaus.

## Geschichte

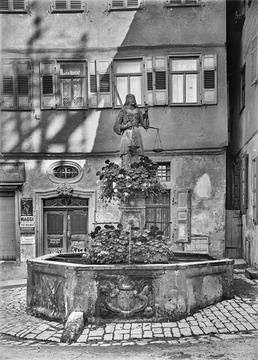
Marktbrunnen um 1910

Der Brunnen wurde 1634 erbaut und 1640 das erste Mal schriftlich erwähnt. Somit gilt er als ältester Laufbrunnen der Stadt. Die Figur wurde 1688/89 ergänzt und 1964 durch eine Kopie ersetzt.

## Weitere Informationen
Früher stand auf dem Marktplatz von Winnenden eine nahezu identische Justitia, vermutlich aus derselben Werkstatt.